# FIVB World Tour Finals de 2015
FIVB World Tour Finals de 2015 foi uma competição de vôlei de praia realizada entre 29 de setembro e 4 de outubro de 2015, na cidade de Fort Lauderdale, nos Estados Unidos. O torneio reuniu as oito duplas melhores ranqueadas no Circuito Mundial da temporada mais duas duplas convidadas, tanto no masculino quanto no feminino. Foi a primeira vez que a FIVB organizou um evento reunindo os melhores da temporada e a competição foi marcada também pelo maior prêmio em dinheiro na história do vôlei de praia, 100 mil dólares para as duplas campeãs.

## Duplas campeãs
| Evento    | Ouro                                | Prata                                           | Bronze                                 |
| Masculino | BrasilAlison Cerutti Bruno Schmidt  | Estados UnidosNicholas Lucena Philip Dalhausser | BrasilPedro Solberg Evandro Gonçalves  |
| Feminino  | BrasilTalita Antunes Larissa França | AlemanhaLaura Ludwig Kira Walkenhorst           | BrasilÁgatha Bednarczuk Bárbara Seixas |

## Torneio masculino
As dez duplas participantes do torneio (oito qualificadas por ranking e duas convidadas) foram separadas em dois grupos de cinco. Dentro dos grupos, todas as duplas se enfrentavam, num total de quatro partidas. A dupla que ficasse em primeiro lugar em seu grupo se qualificava diretamente para as semifinais; os segundos e terceiros disputavam quartas-de-final.

### Fase de grupos
A fase de grupos ocorreu entre os dias 29 de setembro e 2 de outubro. 

#### Grupo A
|     |                    |     | Jogos | Jogos | Jogos | Sets | Sets | Sets  | Pontos | Pontos | Pontos |
| Pos | Equipe             | Pts | T     | V     | D     | V    | P    | R     | V      | P      | R      |
| --- | ------------------ | --- | ----- | ----- | ----- | ---- | ---- | ----- | ------ | ------ | ------ |
| 1   | Pedro / Evandro    | 8   | 4     | 4     | 0     | 8    | 3    | 2.667 | 202    | 152    | 1.329  |
| 2   | Brouwer / Meeuwsen | 7   | 4     | 3     | 1     | 7    | 4    | 1.750 | 213    | 198    | 1.076  |
| 3   | Nicolai / Lupo     | 6   | 4     | 2     | 2     | 5    | 4    | 1.250 | 174    | 164    | 1.061  |
| 4   | Gibb / Patterson   | 5   | 4     | 1     | 3     | 4    | 7    | 0.571 | 193    | 211    | 0.915  |
| 5   | Herrera / Gavira   | 4   | 4     | 0     | 4     | 2    | 8    | 0.250 | 148    | 205    | 0.722  |

| Data   | Hora  |                    | Placar |                    | 1º Set | 2º Set | 3º Set |
| ------ | ----- | ------------------ | ------ | ------------------ | ------ | ------ | ------ |
| 29 Set | 11:00 | Nicolai / Lupo     | 2–0    | Gibb / Patterson   | 21–16  | 21–18  |        |
| 30 Set | 11:00 | Gibb / Patterson   | 2–1    | Herrera / Gavira   | 19–21  | 21–16  | 18–16  |
| 30 Set | 13:00 | Pedro / Evandro    | 2–1    | Nicolai / Lupo     | 13–21  | 21–19  | 15–12  |
| 30 Set | 15:00 | Brouwer / Meeuwsen | 2–1    | Herrera / Gavira   | 19–21  | 26–24  | 15–11  |
| 01 Out | 10:00 | Herrera / Gavira   | 0–2    | Nicolai / Lupo     | 22–24  | 17–21  |        |
| 01 Out | 10:00 | Brouwer / Meeuwsen | 1–2    | Pedro / Evandro    | 21–19  | 15–21  | 14–16  |
| 01 Out | 14:00 | Brouwer / Meeuwsen | 2–0    | Nicolai / Lupo     | 21–19  | 21–16  |        |
| 01 Out | 16:00 | Gibb / Patterson   | 1–2    | Pedro / Evandro    | 19–21  | 21–19  | 10–15  |
| 02 Out | 13:00 | Gibb / Patterson   | 1–2    | Brouwer / Meeuwsen | 11–21  | 27–25  | 13–15  |
| 02 Out | 13:00 | Pedro / Evandro    | lesão  | Herrera / Gavira   |        |        |        |

#### Grupo B
|     |                        |     | Jogos | Jogos | Jogos | Sets | Sets | Sets  | Pontos | Pontos | Pontos |
| Pos | Equipe                 | Pts | T     | V     | D     | V    | P    | R     | V      | P      | R      |
| --- | ---------------------- | --- | ----- | ----- | ----- | ---- | ---- | ----- | ------ | ------ | ------ |
| 1   | Dalhausser / Lucena    | 8   | 4     | 4     | 0     | 8    | 2    | 4.000 | 199    | 156    | 1.276  |
| 2   | Alison / Bruno         | 7   | 4     | 3     | 1     | 7    | 2    | 3.500 | 160    | 139    | 1.151  |
| 3   | Nummerdor / Varenhorst | 6   | 4     | 2     | 2     | 5    | 4    | 1.250 | 156    | 163    | 0.957  |
| 4   | Saxton / Schalk        | 5   | 4     | 1     | 3     | 2    | 6    | 0.333 | 147    | 164    | 0.896  |
| 5   | Doppler / Horst        | 4   | 4     | 0     | 4     | 0    | 8    | 0.000 | 118    | 172    | 0.686  |

| Data   | Hora  |                        | Placar |                        | 1º Set | 2º Set | 3º Set |
| ------ | ----- | ---------------------- | ------ | ---------------------- | ------ | ------ | ------ |
| 29 Set | 13:00 | Alison / Bruno         | lesão  | Doppler / Horst        | 21–18  | 7–3    |        |
| 29 Set | 15:00 | Saxton / Schalk        | 0–2    | Lucena / Dalhausser    | 21–23  | 12–21  |        |
| 30 Set | 13:00 | Nummerdor / Varenhorst | 2–0    | Saxton / Schalk        | 21–18  | 21–18  |        |
| 30 Set | 15:00 | Lucena / Dalhausser    | 2–1    | Alison / Bruno         | 18–21  | 21–16  | 15–11  |
| 01 Out | 13:00 | Nummerdor / Varenhorst | 1–2    | Lucena / Dalhausser    | 9–21   | 22–20  | 12–15  |
| 01 Out | 15:00 | Saxton / Schalk        | 2–0    | Doppler / Horst        | 21–16  | 22–20  |        |
| 02 Out | 12:00 | Nummerdor / Varenhorst | 2–0    | Doppler / Horst        | 21–11  | 21–18  |        |
| 02 Out | 12:00 | Alison / Bruno         | 2–0    | Saxton / Schalk        | 21–16  | 21–19  |        |
| 02 Out | 16:00 | Doppler / Horst        | 0–2    | Lucena / Dalhausser    | 10–21  | 22–24  |        |
| 02 Out | 16:00 | Alison / Bruno         | 2–0    | Nummerdor / Varenhorst | 21–13  | 21–16  |        |

### Fase eliminatória
|  | Quartas-de-final | Quartas-de-final       | Quartas-de-final    | Quartas-de-final    | Quartas-de-final |                |                    | Semifinais | Semifinais          | Semifinais          | Semifinais          | Semifinais          |                     |  | Final | Final              | Final | Final | Final |  |  |
|  |                  |                        |                     |                     |                  |                |                    |            |                     |                     |                     |                     |                     |  |       |                    |       |       |       |  |  |
|  | 5                | Pedro / Evandro        |                     |                     |                  |                |                    |            |                     |                     |                     |                     |                     |  |       |                    |       |       |       |  |  |
|  |                  |                        |                     |                     |                  |                |                    |            |                     |                     |                     |                     |                     |  |       |                    |       |       |       |  |  |
|  |                  | 5                      | Pedro / Evandro     | 17                  | 21               |                |                    |            |                     |                     |                     |                     |                     |  |       |                    |       |       |       |  |  |
|  |                  |                        |                     |                     |                  |                |                    |            |                     |                     |                     |                     |                     |  |       |                    |       |       |       |  |  |
|  |                  | 2                      | Alison / Bruno      | 21                  | 23               |                |                    |            |                     |                     |                     |                     |                     |  |       |                    |       |       |       |  |  |
|  | 2                | 2                      | Alison / Bruno      | 21                  | 23               | Alison / Bruno | 20                 | 21         | 15                  |                     |                     |                     |                     |  |       |                    |       |       |       |  |  |
|  | 2                |                        |                     |                     |                  | Alison / Bruno | 20                 | 21         | 15                  |                     |                     |                     |                     |  |       |                    |       |       |       |  |  |
|  | 9                | Nicolai / Lupo         | 22                  | 19                  | 10               |                |                    |            |                     |                     |                     |                     |                     |  |       |                    |       |       |       |  |  |
|  |                  |                        |                     |                     |                  |                |                    |            |                     |                     |                     |                     |                     |  | 2     | Alison / Bruno     | 21    | 21    |       |  |  |
|  |                  |                        | 10                  | Lucena / Dalhausser | 13               | 15             |                    |            |                     |                     |                     |                     |                     |  |       |                    |       |       |       |  |  |
|  | 4                | Brouwer / Meeuwsen     | 21                  | 21                  |                  |                |                    |            |                     |                     |                     |                     |                     |  |       |                    |       |       |       |  |  |
|  | 3                | Nummerdor / Varenhorst | 19                  | 14                  |                  |                |                    |            |                     |                     |                     |                     |                     |  |       |                    |       |       |       |  |  |
|  | 3                | Nummerdor / Varenhorst | 19                  | 14                  |                  | 4              | Brouwer / Meeuwsen | 18         | 21                  | 12                  |                     |                     |                     |  |       |                    |       |       |       |  |  |
|  |                  |                        |                     |                     |                  | 4              | Brouwer / Meeuwsen | 18         | 21                  | 12                  |                     |                     |                     |  |       |                    |       |       |       |  |  |
|  |                  | 10                     | Lucena / Dalhausser | 21                  | 19               | 15             |                    |            | Disputa pelo bronze | Disputa pelo bronze | Disputa pelo bronze | Disputa pelo bronze | Disputa pelo bronze |  |       |                    |       |       |       |  |  |
|  |                  | 10                     | Lucena / Dalhausser | 21                  | 19               | 15             |                    |            | Disputa pelo bronze | Disputa pelo bronze | Disputa pelo bronze | Disputa pelo bronze | Disputa pelo bronze |  |       |                    |       |       |       |  |  |
|  |                  |                        |                     |                     |                  |                |                    |            |                     |                     |                     |                     |                     |  |       |                    |       |       |       |  |  |
|  | 10               | Lucena / Dalhausser    |                     |                     |                  |                |                    |            |                     |                     |                     |                     |                     |  | 5     | Pedro / Evandro    | 21    | 21    |       |  |  |
|  |                  |                        |                     |                     |                  |                |                    |            |                     |                     |                     |                     |                     |  | 4     | Brouwer / Meeuwsen | 19    | 14    |       |  |  |

## Torneio feminino
A fórmula de disputa do torneio feminino foi exatamente a mesma do torneio masculino.

### Fase de grupos
A fase de grupos ocorreu entre 29 de setembro e 2 de outubro.

#### Grupo A
|     |                      |     | Jogos | Jogos | Jogos | Sets | Sets | Sets  | Pontos | Pontos | Pontos |
| Pos | Equipe               | Pts | T     | V     | D     | V    | P    | R     | V      | P      | R      |
| --- | -------------------- | --- | ----- | ----- | ----- | ---- | ---- | ----- | ------ | ------ | ------ |
| 1   | Ludwig / Walkenhorst | 8   | 4     | 4     | 0     | 8    | 1    | 8.000 | 185    | 146    | 1.267  |
| 2   | Fendrick / Ross      | 7   | 4     | 3     | 1     | 6    | 4    | 1.500 | 185    | 170    | 1.088  |
| 3   | Ágatha / Bárbara     | 6   | 4     | 2     | 2     | 5    | 5    | 1.000 | 184    | 181    | 1.017  |
| 4   | Liliana / Baquerizo  | 5   | 4     | 1     | 3     | 4    | 7    | 0.571 | 172    | 206    | 0.835  |
| 5   | Broder / Valjas      | 4   | 4     | 0     | 4     | 2    | 8    | 0.250 | 172    | 195    | 0.882  |

| Data   | Hora  |                      | Placar |                      | 1º Set | 2º Set | 3º Set |
| ------ | ----- | -------------------- | ------ | -------------------- | ------ | ------ | ------ |
| 29 Set | 10:00 | Ludwig / Walkenhorst | 2–1    | Liliana / Baquerizo  | 21–9   | 23–25  | 15–9   |
| 29 Set | 14:00 | Broder / Valjas      | 0–2    | Fendrick / Ross      | 22–24  | 14–21  |        |
| 29 Set | 16:00 | Ágatha / Bárbara     | 2–0    | Liliana / Baquerizo  | 21–18  | 21–17  |        |
| 30 Set | 12:00 | Fendrick / Ross      | 2–1    | Ágatha / Bárbara     | 17–21  | 21–19  | 15–11  |
| 30 Set | 12:00 | Ludwig / Walkenhorst | 2–0    | Broder / Valjas      | 21–18  | 21–17  |        |
| 30 Set | 16:00 | Ágatha / Bárbara     | 2–1    | Broder / Valjas      | 19–21  | 21–18  | 15–12  |
| 01 Out | 12:00 | Fendrick / Ross      | 0–2    | Ludwig / Walkenhorst | 14–21  | 18–21  |        |
| 01 Out | 12:00 | Liliana / Baquerizo  | 2–1    | Broder / Valjas      | 17–21  | 21–17  | 15–12  |
| 02 Out | 11:00 | Fendrick / Ross      | 2–1    | Liliana / Baquerizo  | 21–11  | 19–21  | 15–9   |
| 02 Out | 11:00 | Ágatha / Bárbara     | 0–2    | Ludwig / Walkenhorst | 17–21  | 19–21  |        |

#### Grupo B
|     |                        |     | Jogos | Jogos | Jogos | Sets | Sets | Sets  | Pontos | Pontos | Pontos |
| Pos | Equipe                 | Pts | T     | V     | D     | V    | P    | R     | V      | P      | R      |
| --- | ---------------------- | --- | ----- | ----- | ----- | ---- | ---- | ----- | ------ | ------ | ------ |
| 1   | Talita / Larissa       | 8   | 4     | 4     | 0     | 8    | 2    | 4.000 | 194    | 172    | 1.128  |
| 2   | Meppelink / van Iersel | 6   | 4     | 2     | 2     | 5    | 5    | 1.000 | 184    | 175    | 1.051  |
| 3   | Pavan / Bansley        | 6   | 4     | 2     | 2     | 5    | 5    | 1.000 | 181    | 178    | 1.017  |
| 4   | Kessy / Day            | 5   | 4     | 1     | 3     | 4    | 7    | 0.571 | 176    | 200    | 0.880  |
| 5   | Laboureur / Sude       | 5   | 4     | 1     | 3     | 3    | 6    | 0.500 | 161    | 171    | 0.942  |

| Data   | Hora  |                        | Placar |                        | 1º Set | 2º Set | 3º Set |
| ------ | ----- | ---------------------- | ------ | ---------------------- | ------ | ------ | ------ |
| 29 Set | 12:00 | Pavan / Bansley        | 2–1    | Kessy / Day            | 21–13  | 15–21  | 16–14  |
| 30 Set | 10:00 | Talita / Larissa       | 2–1    | Meppelink / van Iersel | 21–17  | 15–21  | 15–13  |
| 30 Set | 10:00 | Pavan / Bansley        | 2–0    | Laboureur / Sude       | 21–13  | 21–16  |        |
| 30 Set | 14:00 | Meppelink / van Iersel | 0–2    | Laboureur / Sude       | 17–21  | 21–23  |        |
| 30 Set | 16:00 | Talita / Larissa       | 2–0    | Kessy / Day            | 21–13  | 21–18  |        |
| 01 Out | 11:00 | Kessy / Day            | 2–1    | Laboureur / Sude       | 13–21  | 21–19  | 15–13  |
| 01 Out | 11:00 | Pavan / Bansley        | 0–2    | Meppelink / van Iersel | 15–21  | 17–21  |        |
| 01 Out | 15:00 | Laboureur / Sude       | 0–2    | Talita / Larissa       | 16–21  | 19–21  |        |
| 02 Out | 10:00 | Meppelink / van Iersel | 2–1    | Kessy / Day            | 16–21  | 22–20  | 15–7   |
| 02 Out | 10:00 | Talita / Larissa       | 2–1    | Pavan / Bansley        | 21–23  | 21–17  | 17–15  |

### Fase eliminatória
|  | Quartas-de-final | Quartas-de-final     | Quartas-de-final     | Quartas-de-final | Quartas-de-final |    |                        | Semifinais | Semifinais          | Semifinais          | Semifinais          | Semifinais          |                     |  | Final | Final                | Final | Final | Final |  |  |
|  |                  |                      |                      |                  |                  |    |                        |            |                     |                     |                     |                     |                     |  |       |                      |       |       |       |  |  |
|  | 5                | Ludwig / Walkenhorst |                      |                  |                  |    |                        |            |                     |                     |                     |                     |                     |  |       |                      |       |       |       |  |  |
|  |                  |                      |                      |                  |                  |    |                        |            |                     |                     |                     |                     |                     |  |       |                      |       |       |       |  |  |
|  |                  | 5                    | Ludwig / Walkenhorst | 21               | 20               | 15 |                        |            |                     |                     |                     |                     |                     |  |       |                      |       |       |       |  |  |
|  |                  |                      |                      |                  |                  | 15 |                        |            |                     |                     |                     |                     |                     |  |       |                      |       |       |       |  |  |
|  |                  | 4                    | Ágatha / Bárbara     | 15               | 22               | 13 |                        |            |                     |                     |                     |                     |                     |  |       |                      |       |       |       |  |  |
|  | 6                | 4                    | Ágatha / Bárbara     | 15               | 22               | 13 | Meppelink / van Iersel | 13         | 24                  |                     |                     |                     |                     |  |       |                      |       |       |       |  |  |
|  | 6                |                      |                      |                  |                  |    | Meppelink / van Iersel | 13         | 24                  |                     |                     |                     |                     |  |       |                      |       |       |       |  |  |
|  | 4                | Ágatha / Bárbara     | 21                   | 26               |                  |    |                        |            |                     |                     |                     |                     |                     |  |       |                      |       |       |       |  |  |
|  |                  |                      |                      |                  |                  |    |                        |            |                     |                     |                     |                     |                     |  | 5     | Ludwig / Walkenhorst | 17    | 18    |       |  |  |
|  |                  |                      | 2                    | Talita / Larissa | 21               | 21 |                        |            |                     |                     |                     |                     |                     |  |       |                      |       |       |       |  |  |
|  | 1                | Fendrick / Ross      | 15                   | 16               |                  |    |                        |            |                     |                     |                     |                     |                     |  |       |                      |       |       |       |  |  |
|  | 3                | Pavan / Bansley      | 21                   | 21               |                  |    |                        |            |                     |                     |                     |                     |                     |  |       |                      |       |       |       |  |  |
|  | 3                | Pavan / Bansley      | 21                   | 21               |                  | 3  | Pavan / Bansley        | 19         | 12                  |                     |                     |                     |                     |  |       |                      |       |       |       |  |  |
|  |                  |                      |                      |                  |                  | 3  | Pavan / Bansley        | 19         | 12                  |                     |                     |                     |                     |  |       |                      |       |       |       |  |  |
|  |                  | 2                    | Talita / Larissa     | 21               | 21               |    |                        |            | Disputa pelo bronze | Disputa pelo bronze | Disputa pelo bronze | Disputa pelo bronze | Disputa pelo bronze |  |       |                      |       |       |       |  |  |
|  |                  | 2                    | Talita / Larissa     | 21               | 21               |    |                        |            | Disputa pelo bronze | Disputa pelo bronze | Disputa pelo bronze | Disputa pelo bronze | Disputa pelo bronze |  |       |                      |       |       |       |  |  |
|  |                  |                      |                      |                  |                  |    |                        |            |                     |                     |                     |                     |                     |  |       |                      |       |       |       |  |  |
|  | 2                | Talita / Larissa     |                      |                  |                  |    |                        |            |                     |                     |                     |                     |                     |  | 4     | Ágatha / Bárbara     | 22    | 14    | 15    |  |  |
|  |                  |                      |                      |                  |                  |    |                        |            |                     |                     |                     |                     |                     |  | 3     | Pavan / Bansley      | 20    | 21    | 10    |  |  |